# سار شکم‌سیاه
سار شکم‌سیاه (نام علمی: Lamprotornis corruscus) نام یک گونه از تیره ساران است.